# 今立郡
- 令制国一覧 > 北陸道 > 越前国 > 今立郡
- 日本 > 中部地方 > 福井県 > 今立郡

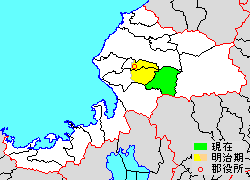
福井県今立郡の位置（緑：池田町 黄：明治期）

今立郡（いまだてぐん）は、福井県（越前国）の郡。
人口2,122人、面積194.65km²、人口密度10.9人/km²。（2025年4月1日、推計人口）
以下の1町を含む。
- 池田町（いけだちょう）

## 郡域
1878年（明治11年）に行政区画として発足した当時の郡域は、上記1町のほか、下記の区域にあたる。
- 鯖江市の大部分（日野川以西および吉江町・入町・西番町・糺町・杉本町・米岡町・三尾野出作町を除く）
- 越前市の一部（向新保町・下平吹町・中平吹町を除く日野川以東）

## 概要
平安時代初期に丹生郡のうち日野川以東の部分が分立して今立郡が成立した。中世以降、今北東郡・今北西郡・今南東郡・今南西郡の四郡に分割されていたが、寛文4年（1664年）に今立郡として統一された。
江戸時代から明治時代にかけて旧今立郡の今立地区（旧今立町）～河和田地区の越前漆器職人であり漆の専門集団である越前衆が全国に漆掻きに回る。明治時代には江戸時代を上回る多くの越前衆の出稼ぎ、移住もあり漆器製造の向上普及に貢献し全国の漆器産地が形成される。
現在では昭和・平成の大合併により、郡の成立の経緯とは異なり、元の今立郡域のかなりの部分が日野川西岸の武生に中心を置く越前市に属する状態となっている。

## 歴史
- 平安時代初期 - 丹生郡のうち日野川以東の部分をもって今立郡が成立。
- 中世 - 今北東郡・今北西郡・今南東郡・今南西郡の四郡に分割。
- 寛文4年（1664年）- 今北東郡・今北西郡・今南東郡・今南西郡が今立郡として統一される。
- 「旧高旧領取調帳」に記載されている明治初年時点での支配は以下の通り。○は村内に寺社除地[注釈 1]が存在。（1町192村）

| 知行   | 知行                                   | 村数     | 村名 |
| ------ | -------------------------------------- | -------- | --- |
| 幕府領 | 幕府領（福井藩預地）                   | 39村     | 稗田村、尾緩村、蒲沢村、籠掛村、東青村、西青村、大本村、千代谷村、小畑村、安善寺村、文室村、野大坪村、柳村、炭焼村、南中村、殿村、赤谷村、大谷村、水間坂下村、室谷村、長谷村、服部河内村、領家村、上河内村、新堂村、沢村、尾花村、日方村、金谷村、上真柄村、金屋村、下真柄村、杉崎村、宮谷村、荒谷村、西谷村、馬上免村、新村、岡野村、下荒谷村 |
| 幕府領 | 旗本領（金森氏）                       | 3村      | 萱谷村、上大坪村、大手村 |
| 幕府領 | 幕府領（福井藩預地）・旗本領（金森氏） | 1村      | 西尾村 |
| 藩領   | 越前鯖江藩                             | 1町 86村 | 莇生谷村、金見谷村、松ヶ谷村、柿ヶ原村、持越村、清水谷村、野尻村、広瀬村、谷口村、美濃俣村、水海村、藪田村、稲荷村、寺谷村、山田村、池田村、木谷村、割谷村、志津原村、土合村、皿尾村、月ヶ瀬村、常安村、市村、上荒谷村、寺島村、板垣村、東角間村、西角間村、定方村、菅生村、魚見村、新保村、東俣村、入谷村、中居村、蓑脇村、檜尾谷村、余川村、坂下村、別印村、中印村、八石村、大平村、長五村、轟井村、杉尾村、相ノ木村、横住村、服部樫尾村、波垣村、春山村、藤木村、高岡村、朽飯村、東庄境村、西庄境村、赤坂村、清水町村、西袋村、片山村、莇生田村、上戸口村、中戸口村、下戸口村、中野村、川島村、南中津山村、野岡村、山室村、戸谷村、長尾村、三ツ屋村、庄田村、岩内村、葛岡村、大屋村、平林村、小野谷村、畑村、中新庄村、下新庄村、定次村、西鯖江村、東鯖江村、鯖江町、杉谷村 |
| 藩領   | 越前福井藩                             | 57村     | 田代村、楢俣村、河内村、○池泉村、大滝村、岩本村、不老村、新在家村、定友村、島村、市野々村、清根村、寺地村、樫尾村、北中村、三峯村、磯部村、落井村、乙坂今北村、別所村、大野村、大正寺村、○南井村、四方谷村、吉谷村、松成村、○粟田部村、北村、北小山村、南小山村、五分市村、○清水頭村、矢放村、矢船村、村国村、押田村、庄村、横市村、塚町村、長土呂村、稲寄村、瓜生村、五郎丸村、上鯖江村、上河端村、船枝村、橋立村、○下河端村、東鳥羽村、西鳥羽村、鳥羽中村、田所村、水落村、北野村、小黒町村、長泉寺村、帆山村 |
| 藩領   | 若狭小浜藩                             | 5村      | 寺中村、小坂村、別司村、高木村、横越村 |
| 藩領   | 鯖江藩・小浜藩                         | 1村      | 北中津山村 |

- 明治初年（1町191村）
  - 上河内村が河和田河内村に改称。
  - 皿尾村・土合村が合併して土合皿尾村となる。
- 明治3年12月22日（1871年2月11日） - 幕府領・旗本領が本保県の管轄となる。
- 明治4年
  - 7月14日（1871年8月29日） - 廃藩置県により、藩領が鯖江県、福井県（第1次）、小浜県の管轄となる。
  - 11月20日（1871年12月31日） - 第1次府県統合により、全域が敦賀県の管轄となる。
  - 東鳥羽村・西鳥羽村が合併して鳥羽村となる。（1町190村）
- 明治8年（1875年）8月21日 - 第2次府県統合により石川県の管轄となる。
- 明治11年（1878年）12月17日 - 郡区町村編制法の石川県での施行により、行政区画としての今立郡が発足。「南条今立郡役所」が南条郡武生蓬莱町に設置され、同郡とともに管轄。
- 明治12年（1879年）12月26日 - 杉谷村が南条郡へ移行[注釈 14][4]。（1町189村）
- 明治14年（1881年）
  - 2月7日 - 福井県（第2次）の管轄となる。
  - 服部河内村が改称して西河内村、水間坂下村が改称して北坂下村、坂下村が改称して南坂下村、服部樫尾村が改称して東樫尾村、樫尾村が改称して西樫尾村となる。
- 明治15年（1882年）5月3日 - 西鯖江村が丹生郡有定村を合併。（1町189村）

### 町村制以降の沿革

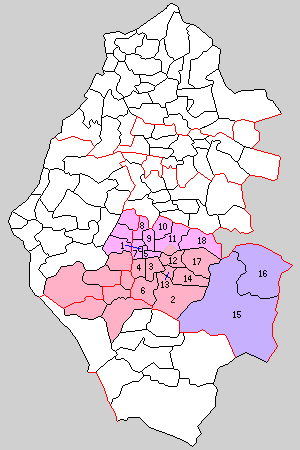
1.鯖江町 2.味真野村 3.北新庄村 4.国高村 5.新横江村 6.北日野村 7.舟津村 8.神明村 9.中河村 10.片上村 11.北中山村 12.南中山村 13.粟田部村 14.岡本村 15.上池田村 16.下池田村 17.服間村 18.河和田村（桃：鯖江市 赤：越前市 紫：池田町）

- 明治22年（1889年）4月1日 - 町村制の施行により、以下の町村が発足。（1町17村）
  - 鯖江町（鯖江町[注釈 15]が単独町制。現・鯖江市）
  - 味真野村 ← 文室村、萱谷村、上大坪村、野大坪村、清水頭村、宮谷村、上真柄村、金屋村、五分市村、北小山村、南小山村、池泉村、余川村、檜尾谷村、蓑脇村、中居村、入谷村（現・越前市）
  - 北新庄村 ← 杉崎村、下真柄村、北村、西樫尾村、戸谷村、三ツ屋村、長尾村、中新庄村（現・越前市）
  - 国高村 ← 村国村、押田村、横市村、庄村、塚町村、長土呂村、馬上免村、稲寄村、瓜生村、高木村（現・越前市）
  - 新横江村 ← 横越村、新村、下新庄村、定次村、五郎丸村、東鯖江村（現・鯖江市）
  - 北日野村 ← 帆山村、矢船村、畑村、矢放村、小野谷村、西谷村、荒谷村、平林村、庄田村、大手村、西尾村、岩内村、大屋村、葛岡村、南条郡向新保村（現・越前市）
  - 舟津村 ← 上鯖江村、西鯖江村、小黒町村、長泉寺村（現・鯖江市）
  - 神明村 ← 鳥羽村、鳥羽中村、岡野村、田所村、水落村、北野村（現・鯖江市）
  - 中河村 ← 下河端村、上河端村、中野村、舟枝村、橋立村（現・鯖江市）
  - 片上村 ← 乙坂今北村、吉谷村、四方谷村、南井村、大正寺村、大野村、別所村（現・鯖江市）
  - 北中山村 ← 新堂村、赤坂村（現・越前市）、川島村、落井村、松成村、磯部村、下戸口村、中戸口村、上戸口村、三峯村（現・鯖江市）
  - 南中山村 ← 山室村、野岡村、東庄境村、西庄境村、南中津山村、北中津山村（現・越前市）
  - 粟田部村（単独村制。現・越前市）
  - 岡本村 ← 不老村、大滝村、岩本村、新在家村、定友村、杉尾村、轟井村、島村、長五村、大平村、八石村、中印村、別印村、南坂下村（現・越前市）
  - 上池田村 ← 魚見村、菅生村、新保村、東俣村、東角間村、西角間村、定方村、上荒谷村、板垣村、寺島村、池田村、山田村、寺谷村、藪田村、稲荷村、市村、常安村、月ヶ瀬村、志津原村、土合皿尾村、割谷村、木谷村、田代村、楢俣村、河内村、美濃俣村、水海村、安善寺村、谷口村、広瀬村、野尻村、清水谷村、柿ヶ原村、持越村（現・池田町）
  - 下池田村 ← 松ヶ谷村、小畑村、下荒谷村、尾緩村、大本村、東青村、西青村、稗田村、籠掛村、蒲沢村、莇生谷村、金見谷村、千代谷村（現・池田町）
  - 服間村 ← 市野々村、柳村、炭焼村、赤谷村、南中村、大谷村、殿村、長谷村、北坂下村、室谷村、高岡村、朽飯村、藤木村、領家村、東樫尾村、春山村、波垣村、寺地村、横住村、清根村、相ノ木村、西河内村（現・越前市）
  - 河和田村 ← 別司村、小坂村、莇生田村、片山村、西袋村、金谷村、寺中村、北中村、清水町村、尾花村、沢村、上河内村（現・鯖江市）
- 明治24年（1891年）4月1日 - 郡制を施行。今立郡役所が鯖江町に設置。
- 大正12年（1923年）4月1日 - 郡会が廃止。郡役所は存続。
- 大正15年（1926年）
  - 7月1日 - 郡役所が廃止。以降は地域区分名称となる。
  - 10月1日 - 粟田部村が町制施行して粟田部町となる。（2町16村）
- 昭和22年（1947年）7月1日 - 神明村が町制施行して神明町となる。（3町15村）
- 昭和23年（1948年）11月3日 - 鯖江町・新横江村・舟津村が合併し、改めて鯖江町が発足。（3町13村）
- 昭和25年（1950年）7月7日 - 国高村が武生市（現・越前市）に編入。（3町12村）
- 昭和29年（1954年）7月5日（3町10村）
  - 北日野村および北新庄村の一部（杉崎・下真柄・北・戸谷・三ツ屋・長尾・中新庄）が武生市に編入。
  - 北新庄村の一部（西樫尾）が粟田部町に編入。
- 昭和30年（1955年）
  - 1月15日 - 鯖江町・神明町・片上村・中河村が丹生郡立待村・吉川村・豊村と合併して鯖江市が発足し、郡より離脱。（1町8村）
  - 3月1日 - 上池田村・下池田村が合併して池田村が発足。（1町7村）
  - 3月31日 - 粟田部町・南中山村・服間村が合併し、改めて粟田部町が発足。（1町5村）
  - 6月10日 - 北中山村が分割され、一部（赤坂・新堂）が粟田部町、残部（中戸口・上戸口・三峯・松成・落井・磯部・下戸口・川島）が鯖江市に編入。（1町4村）
- 昭和31年（1956年）
  - 9月29日 - 粟田部町が改称して今立町となる。
  - 9月30日（1町2村）
    - 岡本村が今立町に編入。
    - 味真野村が武生市に編入。
- 昭和32年（1957年）3月31日 - 河和田村が鯖江市に編入。（1町1村）
- 昭和39年（1964年）9月1日 - 池田村が町制施行して池田町となる。（2町）
- 平成17年（2005年）10月1日 - 今立町が武生市と合併して越前市が発足し、郡より離脱。（1町）

### 変遷表
| 明治以前       | 明治初年 - 明治22年           | 明治22年 4月1日 町村制施行 | 明治22年 - 昭和20年           | 昭和21年 - 昭和30年           | 昭和21年 - 昭和30年            | 昭和31年 - 昭和64年          | 平成元年 - 現在        | 現在   |
| -------------- | ----------------------------- | -------------------------- | ----------------------------- | ----------------------------- | ------------------------------ | ---------------------------- | ---------------------- | ------ |
| 上河内村       | 明治初年 改称 河和田河内村    | 河和田村                   | 河和田村                      | 河和田村                      | 河和田村                       | 昭和32年3月31日 鯖江市に編入 | 鯖江市                 | 鯖江市 |
| 莇生田村       | 莇生田村                      | 河和田村                   | 河和田村                      | 河和田村                      | 河和田村                       | 昭和32年3月31日 鯖江市に編入 | 鯖江市                 | 鯖江市 |
| 尾花村         | 尾花村                        | 河和田村                   | 河和田村                      | 河和田村                      | 河和田村                       | 昭和32年3月31日 鯖江市に編入 | 鯖江市                 | 鯖江市 |
| 片山村         | 片山村                        | 河和田村                   | 河和田村                      | 河和田村                      | 河和田村                       | 昭和32年3月31日 鯖江市に編入 | 鯖江市                 | 鯖江市 |
| 金谷村         | 金谷村                        | 河和田村                   | 河和田村                      | 河和田村                      | 河和田村                       | 昭和32年3月31日 鯖江市に編入 | 鯖江市                 | 鯖江市 |
| 小坂村         | 小坂村                        | 河和田村                   | 河和田村                      | 河和田村                      | 河和田村                       | 昭和32年3月31日 鯖江市に編入 | 鯖江市                 | 鯖江市 |
| 沢村           | 沢村                          | 河和田村                   | 河和田村                      | 河和田村                      | 河和田村                       | 昭和32年3月31日 鯖江市に編入 | 鯖江市                 | 鯖江市 |
| 清水町村       | 清水町村                      | 河和田村                   | 河和田村                      | 河和田村                      | 河和田村                       | 昭和32年3月31日 鯖江市に編入 | 鯖江市                 | 鯖江市 |
| 寺中村         | 寺中村                        | 河和田村                   | 河和田村                      | 河和田村                      | 河和田村                       | 昭和32年3月31日 鯖江市に編入 | 鯖江市                 | 鯖江市 |
| 北中村         | 北中村                        | 河和田村                   | 河和田村                      | 河和田村                      | 河和田村                       | 昭和32年3月31日 鯖江市に編入 | 鯖江市                 | 鯖江市 |
| 西袋村         | 西袋村                        | 河和田村                   | 河和田村                      | 河和田村                      | 河和田村                       | 昭和32年3月31日 鯖江市に編入 | 鯖江市                 | 鯖江市 |
| 別司村         | 別司村                        | 河和田村                   | 河和田村                      | 河和田村                      | 河和田村                       | 昭和32年3月31日 鯖江市に編入 | 鯖江市                 | 鯖江市 |
| 鯖江町         | 鯖江町                        | 鯖江町                     | 鯖江町                        | 昭和23年11月3日 鯖江町        | 昭和30年1月15日 鯖江市         | 鯖江市                       | 鯖江市                 | 鯖江市 |
| 東鯖江村       | 東鯖江村                      | 新横江村                   | 新横江村                      | 昭和23年11月3日 鯖江町        | 昭和30年1月15日 鯖江市         | 鯖江市                       | 鯖江市                 | 鯖江市 |
| 下新庄村       | 下新庄村                      | 新横江村                   | 新横江村                      | 昭和23年11月3日 鯖江町        | 昭和30年1月15日 鯖江市         | 鯖江市                       | 鯖江市                 | 鯖江市 |
| 横越村         | 横越村                        | 新横江村                   | 新横江村                      | 昭和23年11月3日 鯖江町        | 昭和30年1月15日 鯖江市         | 鯖江市                       | 鯖江市                 | 鯖江市 |
| 五郎丸村       | 五郎丸村                      | 新横江村                   | 新横江村                      | 昭和23年11月3日 鯖江町        | 昭和30年1月15日 鯖江市         | 鯖江市                       | 鯖江市                 | 鯖江市 |
| 新村           | 新村                          | 新横江村                   | 新横江村                      | 昭和23年11月3日 鯖江町        | 昭和30年1月15日 鯖江市         | 鯖江市                       | 鯖江市                 | 鯖江市 |
| 定次村         | 定次村                        | 新横江村                   | 新横江村                      | 昭和23年11月3日 鯖江町        | 昭和30年1月15日 鯖江市         | 鯖江市                       | 鯖江市                 | 鯖江市 |
| 西鯖江村       | 明治15年5月3日 今立郡西鯖江村 | 舟津村                     | 舟津村                        | 昭和23年11月3日 鯖江町        | 昭和30年1月15日 鯖江市         | 鯖江市                       | 鯖江市                 | 鯖江市 |
| 丹生郡有定村   | 明治15年5月3日 今立郡西鯖江村 | 舟津村                     | 舟津村                        | 昭和23年11月3日 鯖江町        | 昭和30年1月15日 鯖江市         | 鯖江市                       | 鯖江市                 | 鯖江市 |
| 上鯖江村       | 上鯖江村                      | 舟津村                     | 舟津村                        | 昭和23年11月3日 鯖江町        | 昭和30年1月15日 鯖江市         | 鯖江市                       | 鯖江市                 | 鯖江市 |
| 小黒町村       | 小黒町村                      | 舟津村                     | 舟津村                        | 昭和23年11月3日 鯖江町        | 昭和30年1月15日 鯖江市         | 鯖江市                       | 鯖江市                 | 鯖江市 |
| 長泉寺村       | 長泉寺村                      | 舟津村                     | 舟津村                        | 昭和23年11月3日 鯖江町        | 昭和30年1月15日 鯖江市         | 鯖江市                       | 鯖江市                 | 鯖江市 |
| 水落村         | 水落村                        | 神明村                     | 神明村                        | 昭和22年7月1日 町制 神明町    | 昭和30年1月15日 鯖江市         | 鯖江市                       | 鯖江市                 | 鯖江市 |
| 岡野村         | 岡野村                        | 神明村                     | 神明村                        | 昭和22年7月1日 町制 神明町    | 昭和30年1月15日 鯖江市         | 鯖江市                       | 鯖江市                 | 鯖江市 |
| 北野村         | 北野村                        | 神明村                     | 神明村                        | 昭和22年7月1日 町制 神明町    | 昭和30年1月15日 鯖江市         | 鯖江市                       | 鯖江市                 | 鯖江市 |
| 田所村         | 田所村                        | 神明村                     | 神明村                        | 昭和22年7月1日 町制 神明町    | 昭和30年1月15日 鯖江市         | 鯖江市                       | 鯖江市                 | 鯖江市 |
| 東鳥羽村       | 明治4年 鳥羽村                | 神明村                     | 神明村                        | 昭和22年7月1日 町制 神明町    | 昭和30年1月15日 鯖江市         | 鯖江市                       | 鯖江市                 | 鯖江市 |
| 西鳥羽村       | 明治4年 鳥羽村                | 神明村                     | 神明村                        | 昭和22年7月1日 町制 神明町    | 昭和30年1月15日 鯖江市         | 鯖江市                       | 鯖江市                 | 鯖江市 |
| 鳥羽中村       | 鳥羽中村                      | 神明村                     | 神明村                        | 昭和22年7月1日 町制 神明町    | 昭和30年1月15日 鯖江市         | 鯖江市                       | 鯖江市                 | 鯖江市 |
| 乙坂今北村     | 乙坂今北村                    | 片上村                     | 片上村                        | 片上村                        | 昭和30年1月15日 鯖江市         | 鯖江市                       | 鯖江市                 | 鯖江市 |
| 大野村         | 大野村                        | 片上村                     | 片上村                        | 片上村                        | 昭和30年1月15日 鯖江市         | 鯖江市                       | 鯖江市                 | 鯖江市 |
| 四方谷村       | 四方谷村                      | 片上村                     | 片上村                        | 片上村                        | 昭和30年1月15日 鯖江市         | 鯖江市                       | 鯖江市                 | 鯖江市 |
| 大正寺村       | 大正寺村                      | 片上村                     | 片上村                        | 片上村                        | 昭和30年1月15日 鯖江市         | 鯖江市                       | 鯖江市                 | 鯖江市 |
| 南井村         | 南井村                        | 片上村                     | 片上村                        | 片上村                        | 昭和30年1月15日 鯖江市         | 鯖江市                       | 鯖江市                 | 鯖江市 |
| 別所村         | 別所村                        | 片上村                     | 片上村                        | 片上村                        | 昭和30年1月15日 鯖江市         | 鯖江市                       | 鯖江市                 | 鯖江市 |
| 吉谷村         | 吉谷村                        | 片上村                     | 片上村                        | 片上村                        | 昭和30年1月15日 鯖江市         | 鯖江市                       | 鯖江市                 | 鯖江市 |
| 中野村         | 中野村                        | 中河村                     | 中河村                        | 中河村                        | 昭和30年1月15日 鯖江市         | 鯖江市                       | 鯖江市                 | 鯖江市 |
| 上河端村       | 上河端村                      | 中河村                     | 中河村                        | 中河村                        | 昭和30年1月15日 鯖江市         | 鯖江市                       | 鯖江市                 | 鯖江市 |
| 下河端村       | 下河端村                      | 中河村                     | 中河村                        | 中河村                        | 昭和30年1月15日 鯖江市         | 鯖江市                       | 鯖江市                 | 鯖江市 |
| 橋立村         | 橋立村                        | 中河村                     | 中河村                        | 中河村                        | 昭和30年1月15日 鯖江市         | 鯖江市                       | 鯖江市                 | 鯖江市 |
| 舟枝村         | 舟枝村                        | 中河村                     | 中河村                        | 中河村                        | 昭和30年1月15日 鯖江市         | 鯖江市                       | 鯖江市                 | 鯖江市 |
| 磯部村         | 磯部村                        | 北中山村                   | 北中山村                      | 北中山村                      | 昭和30年6月10日 鯖江市に編入   | 鯖江市                       | 鯖江市                 | 鯖江市 |
| 落井村         | 落井村                        | 北中山村                   | 北中山村                      | 北中山村                      | 昭和30年6月10日 鯖江市に編入   | 鯖江市                       | 鯖江市                 | 鯖江市 |
| 川島村         | 川島村                        | 北中山村                   | 北中山村                      | 北中山村                      | 昭和30年6月10日 鯖江市に編入   | 鯖江市                       | 鯖江市                 | 鯖江市 |
| 上戸口村       | 上戸口村                      | 北中山村                   | 北中山村                      | 北中山村                      | 昭和30年6月10日 鯖江市に編入   | 鯖江市                       | 鯖江市                 | 鯖江市 |
| 中戸口村       | 中戸口村                      | 北中山村                   | 北中山村                      | 北中山村                      | 昭和30年6月10日 鯖江市に編入   | 鯖江市                       | 鯖江市                 | 鯖江市 |
| 下戸口村       | 下戸口村                      | 北中山村                   | 北中山村                      | 北中山村                      | 昭和30年6月10日 鯖江市に編入   | 鯖江市                       | 鯖江市                 | 鯖江市 |
| 松成村         | 松成村                        | 北中山村                   | 北中山村                      | 北中山村                      | 昭和30年6月10日 鯖江市に編入   | 鯖江市                       | 鯖江市                 | 鯖江市 |
| 三峯村         | 三峯村                        | 北中山村                   | 北中山村                      | 北中山村                      | 昭和30年6月10日 鯖江市に編入   | 鯖江市                       | 鯖江市                 | 鯖江市 |
| 赤坂村         | 赤坂村                        | 北中山村                   | 北中山村                      | 北中山村                      | 昭和30年6月10日 粟田部町に編入 | 昭和31年9月29日 今立町       | 平成17年10月1日 越前市 | 越前市 |
| 新堂村         | 新堂村                        | 北中山村                   | 北中山村                      | 北中山村                      | 昭和30年6月10日 粟田部町に編入 | 昭和31年9月29日 今立町       | 平成17年10月1日 越前市 | 越前市 |
| 岩本村         | 岩本村                        | 岡本村                     | 岡本村                        | 岡本村                        | 岡本村                         | 昭和31年9月30日 今立町に編入 | 平成17年10月1日 越前市 | 越前市 |
| 不老村         | 不老村                        | 岡本村                     | 岡本村                        | 岡本村                        | 岡本村                         | 昭和31年9月30日 今立町に編入 | 平成17年10月1日 越前市 | 越前市 |
| 大滝村         | 大滝村                        | 岡本村                     | 岡本村                        | 岡本村                        | 岡本村                         | 昭和31年9月30日 今立町に編入 | 平成17年10月1日 越前市 | 越前市 |
| 定友村         | 定友村                        | 岡本村                     | 岡本村                        | 岡本村                        | 岡本村                         | 昭和31年9月30日 今立町に編入 | 平成17年10月1日 越前市 | 越前市 |
| 新在家村       | 新在家村                      | 岡本村                     | 岡本村                        | 岡本村                        | 岡本村                         | 昭和31年9月30日 今立町に編入 | 平成17年10月1日 越前市 | 越前市 |
| 大平村         | 大平村                        | 岡本村                     | 岡本村                        | 岡本村                        | 岡本村                         | 昭和31年9月30日 今立町に編入 | 平成17年10月1日 越前市 | 越前市 |
| 島村           | 島村                          | 岡本村                     | 岡本村                        | 岡本村                        | 岡本村                         | 昭和31年9月30日 今立町に編入 | 平成17年10月1日 越前市 | 越前市 |
| 杉尾村         | 杉尾村                        | 岡本村                     | 岡本村                        | 岡本村                        | 岡本村                         | 昭和31年9月30日 今立町に編入 | 平成17年10月1日 越前市 | 越前市 |
| 長五村         | 長五村                        | 岡本村                     | 岡本村                        | 岡本村                        | 岡本村                         | 昭和31年9月30日 今立町に編入 | 平成17年10月1日 越前市 | 越前市 |
| 轟井村         | 轟井村                        | 岡本村                     | 岡本村                        | 岡本村                        | 岡本村                         | 昭和31年9月30日 今立町に編入 | 平成17年10月1日 越前市 | 越前市 |
| 中印村         | 中印村                        | 岡本村                     | 岡本村                        | 岡本村                        | 岡本村                         | 昭和31年9月30日 今立町に編入 | 平成17年10月1日 越前市 | 越前市 |
| 別印村         | 別印村                        | 岡本村                     | 岡本村                        | 岡本村                        | 岡本村                         | 昭和31年9月30日 今立町に編入 | 平成17年10月1日 越前市 | 越前市 |
| 八石村         | 八石村                        | 岡本村                     | 岡本村                        | 岡本村                        | 岡本村                         | 昭和31年9月30日 今立町に編入 | 平成17年10月1日 越前市 | 越前市 |
| 南坂下村       | 明治14年 改称 坂下村          | 岡本村                     | 岡本村                        | 岡本村                        | 岡本村                         | 昭和31年9月30日 今立町に編入 | 平成17年10月1日 越前市 | 越前市 |
| 東庄境村       | 東庄境村                      | 南中山村                   | 南中山村                      | 南中山村                      | 昭和30年3月31日 粟田部町       | 昭和31年9月29日 改称 今立町  | 平成17年10月1日 越前市 | 越前市 |
| 西庄境村       | 西庄境村                      | 南中山村                   | 南中山村                      | 南中山村                      | 昭和30年3月31日 粟田部町       | 昭和31年9月29日 改称 今立町  | 平成17年10月1日 越前市 | 越前市 |
| 北中津山村     | 北中津山村                    | 南中山村                   | 南中山村                      | 南中山村                      | 昭和30年3月31日 粟田部町       | 昭和31年9月29日 改称 今立町  | 平成17年10月1日 越前市 | 越前市 |
| 南中津山村     | 南中津山村                    | 南中山村                   | 南中山村                      | 南中山村                      | 昭和30年3月31日 粟田部町       | 昭和31年9月29日 改称 今立町  | 平成17年10月1日 越前市 | 越前市 |
| 野岡村         | 野岡村                        | 南中山村                   | 南中山村                      | 南中山村                      | 昭和30年3月31日 粟田部町       | 昭和31年9月29日 改称 今立町  | 平成17年10月1日 越前市 | 越前市 |
| 山室村         | 山室村                        | 南中山村                   | 南中山村                      | 南中山村                      | 昭和30年3月31日 粟田部町       | 昭和31年9月29日 改称 今立町  | 平成17年10月1日 越前市 | 越前市 |
| 相ノ木村       | 相ノ木村                      | 服間村                     | 服間村                        | 服間村                        | 昭和30年3月31日 粟田部町       | 昭和31年9月29日 改称 今立町  | 平成17年10月1日 越前市 | 越前市 |
| 赤谷村         | 赤谷村                        | 服間村                     | 服間村                        | 服間村                        | 昭和30年3月31日 粟田部町       | 昭和31年9月29日 改称 今立町  | 平成17年10月1日 越前市 | 越前市 |
| 市野々村       | 市野々村                      | 服間村                     | 服間村                        | 服間村                        | 昭和30年3月31日 粟田部町       | 昭和31年9月29日 改称 今立町  | 平成17年10月1日 越前市 | 越前市 |
| 大谷村         | 大谷村                        | 服間村                     | 服間村                        | 服間村                        | 昭和30年3月31日 粟田部町       | 昭和31年9月29日 改称 今立町  | 平成17年10月1日 越前市 | 越前市 |
| 清根村         | 清根村                        | 服間村                     | 服間村                        | 服間村                        | 昭和30年3月31日 粟田部町       | 昭和31年9月29日 改称 今立町  | 平成17年10月1日 越前市 | 越前市 |
| 朽飯村         | 朽飯村                        | 服間村                     | 服間村                        | 服間村                        | 昭和30年3月31日 粟田部町       | 昭和31年9月29日 改称 今立町  | 平成17年10月1日 越前市 | 越前市 |
| 炭焼村         | 炭焼村                        | 服間村                     | 服間村                        | 服間村                        | 昭和30年3月31日 粟田部町       | 昭和31年9月29日 改称 今立町  | 平成17年10月1日 越前市 | 越前市 |
| 高岡村         | 高岡村                        | 服間村                     | 服間村                        | 服間村                        | 昭和30年3月31日 粟田部町       | 昭和31年9月29日 改称 今立町  | 平成17年10月1日 越前市 | 越前市 |
| 寺地村         | 寺地村                        | 服間村                     | 服間村                        | 服間村                        | 昭和30年3月31日 粟田部町       | 昭和31年9月29日 改称 今立町  | 平成17年10月1日 越前市 | 越前市 |
| 殿村           | 殿村                          | 服間村                     | 服間村                        | 服間村                        | 昭和30年3月31日 粟田部町       | 昭和31年9月29日 改称 今立町  | 平成17年10月1日 越前市 | 越前市 |
| 長谷村         | 長谷村                        | 服間村                     | 服間村                        | 服間村                        | 昭和30年3月31日 粟田部町       | 昭和31年9月29日 改称 今立町  | 平成17年10月1日 越前市 | 越前市 |
| 波垣村         | 波垣村                        | 服間村                     | 服間村                        | 服間村                        | 昭和30年3月31日 粟田部町       | 昭和31年9月29日 改称 今立町  | 平成17年10月1日 越前市 | 越前市 |
| 春山村         | 春山村                        | 服間村                     | 服間村                        | 服間村                        | 昭和30年3月31日 粟田部町       | 昭和31年9月29日 改称 今立町  | 平成17年10月1日 越前市 | 越前市 |
| 藤木村         | 藤木村                        | 服間村                     | 服間村                        | 服間村                        | 昭和30年3月31日 粟田部町       | 昭和31年9月29日 改称 今立町  | 平成17年10月1日 越前市 | 越前市 |
| 南中村         | 南中村                        | 服間村                     | 服間村                        | 服間村                        | 昭和30年3月31日 粟田部町       | 昭和31年9月29日 改称 今立町  | 平成17年10月1日 越前市 | 越前市 |
| 室谷村         | 室谷村                        | 服間村                     | 服間村                        | 服間村                        | 昭和30年3月31日 粟田部町       | 昭和31年9月29日 改称 今立町  | 平成17年10月1日 越前市 | 越前市 |
| 柳村           | 柳村                          | 服間村                     | 服間村                        | 服間村                        | 昭和30年3月31日 粟田部町       | 昭和31年9月29日 改称 今立町  | 平成17年10月1日 越前市 | 越前市 |
| 横住村         | 横住村                        | 服間村                     | 服間村                        | 服間村                        | 昭和30年3月31日 粟田部町       | 昭和31年9月29日 改称 今立町  | 平成17年10月1日 越前市 | 越前市 |
| 領家村         | 領家村                        | 服間村                     | 服間村                        | 服間村                        | 昭和30年3月31日 粟田部町       | 昭和31年9月29日 改称 今立町  | 平成17年10月1日 越前市 | 越前市 |
| 東樫尾村       | 明治14年 改称 服部樫尾村      | 服間村                     | 服間村                        | 服間村                        | 昭和30年3月31日 粟田部町       | 昭和31年9月29日 改称 今立町  | 平成17年10月1日 越前市 | 越前市 |
| 西河内村       | 明治14年 改称 服部河内村      | 服間村                     | 服間村                        | 服間村                        | 昭和30年3月31日 粟田部町       | 昭和31年9月29日 改称 今立町  | 平成17年10月1日 越前市 | 越前市 |
| 北坂下村       | 明治14年 改称 水間坂下村      | 服間村                     | 服間村                        | 服間村                        | 昭和30年3月31日 粟田部町       | 昭和31年9月29日 改称 今立町  | 平成17年10月1日 越前市 | 越前市 |
| 粟田部村       | 粟田部村                      | 粟田部村                   | 大正15年10月1日 町制 粟田部町 | 粟田部町                      | 昭和30年3月31日 粟田部町       | 昭和31年9月29日 改称 今立町  | 平成17年10月1日 越前市 | 越前市 |
| 西樫尾村       | 明治14年 改称 樫尾村          | 北新庄村                   | 北新庄村                      | 昭和29年7月5日 粟田部町に編入 | 昭和30年3月31日 粟田部町       | 昭和31年9月29日 改称 今立町  | 平成17年10月1日 越前市 | 越前市 |
| 中新庄村       | 中新庄村                      | 北新庄村                   | 北新庄村                      | 昭和29年7月5日 武生市に編入   | 武生市                         | 武生市                       | 平成17年10月1日 越前市 | 越前市 |
| 北村           | 北村                          | 北新庄村                   | 北新庄村                      | 昭和29年7月5日 武生市に編入   | 武生市                         | 武生市                       | 平成17年10月1日 越前市 | 越前市 |
| 杉崎村         | 杉崎村                        | 北新庄村                   | 北新庄村                      | 昭和29年7月5日 武生市に編入   | 武生市                         | 武生市                       | 平成17年10月1日 越前市 | 越前市 |
| 戸谷村         | 戸谷村                        | 北新庄村                   | 北新庄村                      | 昭和29年7月5日 武生市に編入   | 武生市                         | 武生市                       | 平成17年10月1日 越前市 | 越前市 |
| 長尾村         | 長尾村                        | 北新庄村                   | 北新庄村                      | 昭和29年7月5日 武生市に編入   | 武生市                         | 武生市                       | 平成17年10月1日 越前市 | 越前市 |
| 三ツ屋村       | 三ツ屋村                      | 北新庄村                   | 北新庄村                      | 昭和29年7月5日 武生市に編入   | 武生市                         | 武生市                       | 平成17年10月1日 越前市 | 越前市 |
| 下真柄村       | 下真柄村                      | 北新庄村                   | 北新庄村                      | 昭和29年7月5日 武生市に編入   | 武生市                         | 武生市                       | 平成17年10月1日 越前市 | 越前市 |
| 村国村         | 村国村                        | 国高村                     | 国高村                        | 昭和25年7月7日 武生市に編入   | 武生市                         | 武生市                       | 平成17年10月1日 越前市 | 越前市 |
| 高木村         | 高木村                        | 国高村                     | 国高村                        | 昭和25年7月7日 武生市に編入   | 武生市                         | 武生市                       | 平成17年10月1日 越前市 | 越前市 |
| 稲寄村         | 稲寄村                        | 国高村                     | 国高村                        | 昭和25年7月7日 武生市に編入   | 武生市                         | 武生市                       | 平成17年10月1日 越前市 | 越前市 |
| 瓜生村         | 瓜生村                        | 国高村                     | 国高村                        | 昭和25年7月7日 武生市に編入   | 武生市                         | 武生市                       | 平成17年10月1日 越前市 | 越前市 |
| 押田村         | 押田村                        | 国高村                     | 国高村                        | 昭和25年7月7日 武生市に編入   | 武生市                         | 武生市                       | 平成17年10月1日 越前市 | 越前市 |
| 庄村           | 庄村                          | 国高村                     | 国高村                        | 昭和25年7月7日 武生市に編入   | 武生市                         | 武生市                       | 平成17年10月1日 越前市 | 越前市 |
| 塚町村         | 塚町村                        | 国高村                     | 国高村                        | 昭和25年7月7日 武生市に編入   | 武生市                         | 武生市                       | 平成17年10月1日 越前市 | 越前市 |
| 長土呂村       | 長土呂村                      | 国高村                     | 国高村                        | 昭和25年7月7日 武生市に編入   | 武生市                         | 武生市                       | 平成17年10月1日 越前市 | 越前市 |
| 馬上免村       | 馬上免村                      | 国高村                     | 国高村                        | 昭和25年7月7日 武生市に編入   | 武生市                         | 武生市                       | 平成17年10月1日 越前市 | 越前市 |
| 横市村         | 横市村                        | 国高村                     | 国高村                        | 昭和25年7月7日 武生市に編入   | 武生市                         | 武生市                       | 平成17年10月1日 越前市 | 越前市 |
| 荒谷村         | 荒谷村                        | 北日野村                   | 北日野村                      | 昭和29年7月5日 武生市に編入   | 武生市                         | 武生市                       | 平成17年10月1日 越前市 | 越前市 |
| 岩内村         | 岩内村                        | 北日野村                   | 北日野村                      | 昭和29年7月5日 武生市に編入   | 武生市                         | 武生市                       | 平成17年10月1日 越前市 | 越前市 |
| 大手村         | 大手村                        | 北日野村                   | 北日野村                      | 昭和29年7月5日 武生市に編入   | 武生市                         | 武生市                       | 平成17年10月1日 越前市 | 越前市 |
| 大屋村         | 大屋村                        | 北日野村                   | 北日野村                      | 昭和29年7月5日 武生市に編入   | 武生市                         | 武生市                       | 平成17年10月1日 越前市 | 越前市 |
| 小野谷村       | 小野谷村                      | 北日野村                   | 北日野村                      | 昭和29年7月5日 武生市に編入   | 武生市                         | 武生市                       | 平成17年10月1日 越前市 | 越前市 |
| 葛岡村         | 葛岡村                        | 北日野村                   | 北日野村                      | 昭和29年7月5日 武生市に編入   | 武生市                         | 武生市                       | 平成17年10月1日 越前市 | 越前市 |
| 庄田村         | 庄田村                        | 北日野村                   | 北日野村                      | 昭和29年7月5日 武生市に編入   | 武生市                         | 武生市                       | 平成17年10月1日 越前市 | 越前市 |
| 西尾村         | 西尾村                        | 北日野村                   | 北日野村                      | 昭和29年7月5日 武生市に編入   | 武生市                         | 武生市                       | 平成17年10月1日 越前市 | 越前市 |
| 西谷村         | 西谷村                        | 北日野村                   | 北日野村                      | 昭和29年7月5日 武生市に編入   | 武生市                         | 武生市                       | 平成17年10月1日 越前市 | 越前市 |
| 畑村           | 畑村                          | 北日野村                   | 北日野村                      | 昭和29年7月5日 武生市に編入   | 武生市                         | 武生市                       | 平成17年10月1日 越前市 | 越前市 |
| 平林村         | 平林村                        | 北日野村                   | 北日野村                      | 昭和29年7月5日 武生市に編入   | 武生市                         | 武生市                       | 平成17年10月1日 越前市 | 越前市 |
| 帆山村         | 帆山村                        | 北日野村                   | 北日野村                      | 昭和29年7月5日 武生市に編入   | 武生市                         | 武生市                       | 平成17年10月1日 越前市 | 越前市 |
| 矢放村         | 矢放村                        | 北日野村                   | 北日野村                      | 昭和29年7月5日 武生市に編入   | 武生市                         | 武生市                       | 平成17年10月1日 越前市 | 越前市 |
| 矢船村         | 矢船村                        | 北日野村                   | 北日野村                      | 昭和29年7月5日 武生市に編入   | 武生市                         | 武生市                       | 平成17年10月1日 越前市 | 越前市 |
| 南条郡向新保村 | 南条郡向新保村                | 北日野村                   | 北日野村                      | 昭和29年7月5日 武生市に編入   | 武生市                         | 武生市                       | 平成17年10月1日 越前市 | 越前市 |
| 池泉村         | 池泉村                        | 味真野村                   | 味真野村                      | 味真野村                      | 味真野村                       | 昭和31年9月30日 武生市に編入 | 平成17年10月1日 越前市 | 越前市 |
| 入谷村         | 入谷村                        | 味真野村                   | 味真野村                      | 味真野村                      | 味真野村                       | 昭和31年9月30日 武生市に編入 | 平成17年10月1日 越前市 | 越前市 |
| 上大坪村       | 上大坪村                      | 味真野村                   | 味真野村                      | 味真野村                      | 味真野村                       | 昭和31年9月30日 武生市に編入 | 平成17年10月1日 越前市 | 越前市 |
| 野大坪村       | 野大坪村                      | 味真野村                   | 味真野村                      | 味真野村                      | 味真野村                       | 昭和31年9月30日 武生市に編入 | 平成17年10月1日 越前市 | 越前市 |
| 北小山村       | 北小山村                      | 味真野村                   | 味真野村                      | 味真野村                      | 味真野村                       | 昭和31年9月30日 武生市に編入 | 平成17年10月1日 越前市 | 越前市 |
| 南小山村       | 南小山村                      | 味真野村                   | 味真野村                      | 味真野村                      | 味真野村                       | 昭和31年9月30日 武生市に編入 | 平成17年10月1日 越前市 | 越前市 |
| 金屋村         | 金屋村                        | 味真野村                   | 味真野村                      | 味真野村                      | 味真野村                       | 昭和31年9月30日 武生市に編入 | 平成17年10月1日 越前市 | 越前市 |
| 萱谷村         | 萱谷村                        | 味真野村                   | 味真野村                      | 味真野村                      | 味真野村                       | 昭和31年9月30日 武生市に編入 | 平成17年10月1日 越前市 | 越前市 |
| 五分市村       | 五分市村                      | 味真野村                   | 味真野村                      | 味真野村                      | 味真野村                       | 昭和31年9月30日 武生市に編入 | 平成17年10月1日 越前市 | 越前市 |
| 清水頭村       | 清水頭村                      | 味真野村                   | 味真野村                      | 味真野村                      | 味真野村                       | 昭和31年9月30日 武生市に編入 | 平成17年10月1日 越前市 | 越前市 |
| 中居村         | 中居村                        | 味真野村                   | 味真野村                      | 味真野村                      | 味真野村                       | 昭和31年9月30日 武生市に編入 | 平成17年10月1日 越前市 | 越前市 |
| 檜尾谷村       | 檜尾谷村                      | 味真野村                   | 味真野村                      | 味真野村                      | 味真野村                       | 昭和31年9月30日 武生市に編入 | 平成17年10月1日 越前市 | 越前市 |
| 文室村         | 文室村                        | 味真野村                   | 味真野村                      | 味真野村                      | 味真野村                       | 昭和31年9月30日 武生市に編入 | 平成17年10月1日 越前市 | 越前市 |
| 蓑脇村         | 蓑脇村                        | 味真野村                   | 味真野村                      | 味真野村                      | 味真野村                       | 昭和31年9月30日 武生市に編入 | 平成17年10月1日 越前市 | 越前市 |
| 宮谷村         | 宮谷村                        | 味真野村                   | 味真野村                      | 味真野村                      | 味真野村                       | 昭和31年9月30日 武生市に編入 | 平成17年10月1日 越前市 | 越前市 |
| 余川村         | 余川村                        | 味真野村                   | 味真野村                      | 味真野村                      | 味真野村                       | 昭和31年9月30日 武生市に編入 | 平成17年10月1日 越前市 | 越前市 |
| 上真柄村       | 上真柄村                      | 味真野村                   | 味真野村                      | 味真野村                      | 味真野村                       | 昭和31年9月30日 武生市に編入 | 平成17年10月1日 越前市 | 越前市 |
| 池田村         | 池田村                        | 上池田村                   | 上池田村                      | 上池田村                      | 昭和30年3月1日 池田村          | 昭和39年9月1日 町制 池田町   | 池田町                 | 池田町 |
| 安善寺村       | 安善寺村                      | 上池田村                   | 上池田村                      | 上池田村                      | 昭和30年3月1日 池田村          | 昭和39年9月1日 町制 池田町   | 池田町                 | 池田町 |
| 板垣村         | 板垣村                        | 上池田村                   | 上池田村                      | 上池田村                      | 昭和30年3月1日 池田村          | 昭和39年9月1日 町制 池田町   | 池田町                 | 池田町 |
| 市村           | 市村                          | 上池田村                   | 上池田村                      | 上池田村                      | 昭和30年3月1日 池田村          | 昭和39年9月1日 町制 池田町   | 池田町                 | 池田町 |
| 稲荷村         | 稲荷村                        | 上池田村                   | 上池田村                      | 上池田村                      | 昭和30年3月1日 池田村          | 昭和39年9月1日 町制 池田町   | 池田町                 | 池田町 |
| 魚見村         | 魚見村                        | 上池田村                   | 上池田村                      | 上池田村                      | 昭和30年3月1日 池田村          | 昭和39年9月1日 町制 池田町   | 池田町                 | 池田町 |
| 東角間村       | 東角間村                      | 上池田村                   | 上池田村                      | 上池田村                      | 昭和30年3月1日 池田村          | 昭和39年9月1日 町制 池田町   | 池田町                 | 池田町 |
| 西角間村       | 西角間村                      | 上池田村                   | 上池田村                      | 上池田村                      | 昭和30年3月1日 池田村          | 昭和39年9月1日 町制 池田町   | 池田町                 | 池田町 |
| 柿ヶ原村       | 柿ヶ原村                      | 上池田村                   | 上池田村                      | 上池田村                      | 昭和30年3月1日 池田村          | 昭和39年9月1日 町制 池田町   | 池田町                 | 池田町 |
| 木谷村         | 木谷村                        | 上池田村                   | 上池田村                      | 上池田村                      | 昭和30年3月1日 池田村          | 昭和39年9月1日 町制 池田町   | 池田町                 | 池田町 |
| 河内村         | 河内村                        | 上池田村                   | 上池田村                      | 上池田村                      | 昭和30年3月1日 池田村          | 昭和39年9月1日 町制 池田町   | 池田町                 | 池田町 |
| 定方村         | 定方村                        | 上池田村                   | 上池田村                      | 上池田村                      | 昭和30年3月1日 池田村          | 昭和39年9月1日 町制 池田町   | 池田町                 | 池田町 |
| 皿尾村         | 明治初年 土合皿尾村           | 上池田村                   | 上池田村                      | 上池田村                      | 昭和30年3月1日 池田村          | 昭和39年9月1日 町制 池田町   | 池田町                 | 池田町 |
| 土合村         | 明治初年 土合皿尾村           | 上池田村                   | 上池田村                      | 上池田村                      | 昭和30年3月1日 池田村          | 昭和39年9月1日 町制 池田町   | 池田町                 | 池田町 |
| 志津原村       | 志津原村                      | 上池田村                   | 上池田村                      | 上池田村                      | 昭和30年3月1日 池田村          | 昭和39年9月1日 町制 池田町   | 池田町                 | 池田町 |
| 清水谷村       | 清水谷村                      | 上池田村                   | 上池田村                      | 上池田村                      | 昭和30年3月1日 池田村          | 昭和39年9月1日 町制 池田町   | 池田町                 | 池田町 |
| 新保村         | 新保村                        | 上池田村                   | 上池田村                      | 上池田村                      | 昭和30年3月1日 池田村          | 昭和39年9月1日 町制 池田町   | 池田町                 | 池田町 |
| 菅生村         | 菅生村                        | 上池田村                   | 上池田村                      | 上池田村                      | 昭和30年3月1日 池田村          | 昭和39年9月1日 町制 池田町   | 池田町                 | 池田町 |
| 田代村         | 田代村                        | 上池田村                   | 上池田村                      | 上池田村                      | 昭和30年3月1日 池田村          | 昭和39年9月1日 町制 池田町   | 池田町                 | 池田町 |
| 谷口村         | 谷口村                        | 上池田村                   | 上池田村                      | 上池田村                      | 昭和30年3月1日 池田村          | 昭和39年9月1日 町制 池田町   | 池田町                 | 池田町 |
| 月ヶ瀬村       | 月ヶ瀬村                      | 上池田村                   | 上池田村                      | 上池田村                      | 昭和30年3月1日 池田村          | 昭和39年9月1日 町制 池田町   | 池田町                 | 池田町 |
| 常安村         | 常安村                        | 上池田村                   | 上池田村                      | 上池田村                      | 昭和30年3月1日 池田村          | 昭和39年9月1日 町制 池田町   | 池田町                 | 池田町 |
| 寺島村         | 寺島村                        | 上池田村                   | 上池田村                      | 上池田村                      | 昭和30年3月1日 池田村          | 昭和39年9月1日 町制 池田町   | 池田町                 | 池田町 |
| 寺谷村         | 寺谷村                        | 上池田村                   | 上池田村                      | 上池田村                      | 昭和30年3月1日 池田村          | 昭和39年9月1日 町制 池田町   | 池田町                 | 池田町 |
| 楢俣村         | 楢俣村                        | 上池田村                   | 上池田村                      | 上池田村                      | 昭和30年3月1日 池田村          | 昭和39年9月1日 町制 池田町   | 池田町                 | 池田町 |
| 野尻村         | 野尻村                        | 上池田村                   | 上池田村                      | 上池田村                      | 昭和30年3月1日 池田村          | 昭和39年9月1日 町制 池田町   | 池田町                 | 池田町 |
| 東俣村         | 東俣村                        | 上池田村                   | 上池田村                      | 上池田村                      | 昭和30年3月1日 池田村          | 昭和39年9月1日 町制 池田町   | 池田町                 | 池田町 |
| 広瀬村         | 広瀬村                        | 上池田村                   | 上池田村                      | 上池田村                      | 昭和30年3月1日 池田村          | 昭和39年9月1日 町制 池田町   | 池田町                 | 池田町 |
| 水海村         | 水海村                        | 上池田村                   | 上池田村                      | 上池田村                      | 昭和30年3月1日 池田村          | 昭和39年9月1日 町制 池田町   | 池田町                 | 池田町 |
| 美濃俣村       | 美濃俣村                      | 上池田村                   | 上池田村                      | 上池田村                      | 昭和30年3月1日 池田村          | 昭和39年9月1日 町制 池田町   | 池田町                 | 池田町 |
| 持越村         | 持越村                        | 上池田村                   | 上池田村                      | 上池田村                      | 昭和30年3月1日 池田村          | 昭和39年9月1日 町制 池田町   | 池田町                 | 池田町 |
| 藪田村         | 藪田村                        | 上池田村                   | 上池田村                      | 上池田村                      | 昭和30年3月1日 池田村          | 昭和39年9月1日 町制 池田町   | 池田町                 | 池田町 |
| 山田村         | 山田村                        | 上池田村                   | 上池田村                      | 上池田村                      | 昭和30年3月1日 池田村          | 昭和39年9月1日 町制 池田町   | 池田町                 | 池田町 |
| 割谷村         | 割谷村                        | 上池田村                   | 上池田村                      | 上池田村                      | 昭和30年3月1日 池田村          | 昭和39年9月1日 町制 池田町   | 池田町                 | 池田町 |
| 上荒谷村       | 上荒谷村                      | 上池田村                   | 上池田村                      | 上池田村                      | 昭和30年3月1日 池田村          | 昭和39年9月1日 町制 池田町   | 池田町                 | 池田町 |
| 東青村         | 東青村                        | 下池田村                   | 下池田村                      | 下池田村                      | 昭和30年3月1日 池田村          | 昭和39年9月1日 町制 池田町   | 池田町                 | 池田町 |
| 西青村         | 西青村                        | 下池田村                   | 下池田村                      | 下池田村                      | 昭和30年3月1日 池田村          | 昭和39年9月1日 町制 池田町   | 池田町                 | 池田町 |
| 莇生谷村       | 莇生谷村                      | 下池田村                   | 下池田村                      | 下池田村                      | 昭和30年3月1日 池田村          | 昭和39年9月1日 町制 池田町   | 池田町                 | 池田町 |
| 大本村         | 大本村                        | 下池田村                   | 下池田村                      | 下池田村                      | 昭和30年3月1日 池田村          | 昭和39年9月1日 町制 池田町   | 池田町                 | 池田町 |
| 小畑村         | 小畑村                        | 下池田村                   | 下池田村                      | 下池田村                      | 昭和30年3月1日 池田村          | 昭和39年9月1日 町制 池田町   | 池田町                 | 池田町 |
| 尾緩村         | 尾緩村                        | 下池田村                   | 下池田村                      | 下池田村                      | 昭和30年3月1日 池田村          | 昭和39年9月1日 町制 池田町   | 池田町                 | 池田町 |
| 籠掛村         | 籠掛村                        | 下池田村                   | 下池田村                      | 下池田村                      | 昭和30年3月1日 池田村          | 昭和39年9月1日 町制 池田町   | 池田町                 | 池田町 |
| 金見谷村       | 金見谷村                      | 下池田村                   | 下池田村                      | 下池田村                      | 昭和30年3月1日 池田村          | 昭和39年9月1日 町制 池田町   | 池田町                 | 池田町 |
| 蒲沢村         | 蒲沢村                        | 下池田村                   | 下池田村                      | 下池田村                      | 昭和30年3月1日 池田村          | 昭和39年9月1日 町制 池田町   | 池田町                 | 池田町 |
| 千代谷村       | 千代谷村                      | 下池田村                   | 下池田村                      | 下池田村                      | 昭和30年3月1日 池田村          | 昭和39年9月1日 町制 池田町   | 池田町                 | 池田町 |
| 稗田村         | 稗田村                        | 下池田村                   | 下池田村                      | 下池田村                      | 昭和30年3月1日 池田村          | 昭和39年9月1日 町制 池田町   | 池田町                 | 池田町 |
| 松ヶ谷村       | 松ヶ谷村                      | 下池田村                   | 下池田村                      | 下池田村                      | 昭和30年3月1日 池田村          | 昭和39年9月1日 町制 池田町   | 池田町                 | 池田町 |
| 下荒谷村       | 下荒谷村                      | 下池田村                   | 下池田村                      | 下池田村                      | 昭和30年3月1日 池田村          | 昭和39年9月1日 町制 池田町   | 池田町                 | 池田町 |

## 行政
石川県南条・今立郡長
| 代 | 氏名 | 就任年月日                 | 退任年月日               | 備考         |
| -- | ---- | -------------------------- | ------------------------ | ------------ |
| 1  |      | 明治11年（1878年）12月17日 |                          |              |
|    |      |                            | 明治14年（1881年）2月6日 | 福井県に移管 |

福井県南条・今立郡長
| 代 | 氏名 | 就任年月日               | 退任年月日                | 備考 |
| -- | ---- | ------------------------ | ------------------------- | ---- |
| 1  |      | 明治14年（1881年）2月7日 |                           |      |
|    |      |                          | 明治24年（1891年）3月31日 | 廃官 |

福井県今立郡長
| 代 | 氏名 | 就任年月日               | 退任年月日                | 備考                   |
| -- | ---- | ------------------------ | ------------------------- | ---------------------- |
| 1  |      | 明治24年（1891年）4月1日 |                           |                        |
|    |      |                          | 大正15年（1926年）6月30日 | 郡役所廃止により、廃官 |